# 말랑요정 치치
《말랑요정 치치》는 시노즈카 히로무로 인한 일본의 만화 작품이다. 챠오 2015년 4월호부터 2019년 3월호까지 연재되었으며, 단행본으로는 모두 7권으로 나왔다.. 2017년 4월부터 12월까지 마이니치 방송 제작 TBS 계열 전 28국 네트워크에서 텔레비전 애니메이션이 방송된다.

## 줄거리
지하에 사는 지하인 치이짱/치치가 구멍에 빠지다 헤어나지 못하게 되어 있던 곳을 하교 중인 소녀 사에키 유카/정다윤에게 구출됐다. 그리고 다윤이의 집에 신세 지지만, 먼저 기식하던 우주인 웃짱/계인과 동거하게 된다.

## 등장 인물

### 인간
사에키 유카/강다윤
성우 - 아사쿠라 모모/박리나
본 작의 주인공 중 한명. 어려운 사람에게 자주 만날 체질을 가진 여학생. 첫 등장시의 학년은 중학생. 긴 보라색 머리가 특징. 곤란하고 있는 사람을 보면 돕지 않을 수 없는 상냥한 성격이지만 가끔 인간 이외의 독특한 것을 도울 수 있다. 바느질이 특기. 학교에는 3명의 친한 친구들이 있다.

### 지하인
치이짱/치치
성우 - 무라카와 리에/김채하
본 작의 주인공 중 한명. 지상 구경 후 땅 속의 구멍에 넣지 못하고 곤란해한 채 유카/다윤에게 도움을 받은 지하인 남자 아이. 몸은 공처럼 둥근 체형을 하고 있다. 몸 색깔은 황색. 귀여운 눈동자의 눈이 특징. 본명은 의미 불명. 지하인(만화에서는 독자들도 못 읽는 그림 문자)의 입으로 말해도 알아듣지 않기 때문에 다윤에게는 "지하인"의 머리 글자를 따오고 "치이짱/치치"로 불린다. 조금 얼빠지고 수치심 강한 성격이고 자신의 알몸을 보이면 매우 부끄러워하다.또 다윤이를 만나까지는 인간을 무서운 존재라고 생각하며 다윤이와 만난 이후로 그녀 이외의 인간에는 강력히 존재를 알지 않도록 항상 경계하고 있다. 후에 친구 조군/귱스와 재회하고 지하인 마을로 돌아갈 수 있게 된다.

### 외계인
웃짱/계인
성우 - 쿠로세 요코/김새해
치이짱/치치가 유카/다윤이와 만나기 전에 타고 있던 우주선이 고장 나서 곤란해하다 등산하던 다윤이에게 구조된 외계인 여자 아이. "계인"이란 호칭은 "외계인"의 뒷글자를 따온 것. 키는 다윤이보다 훨씬 작지만 치치보다 크다. 몸 색깔은 핑크색으로 머리카락이 없고 눈동자 없는 새까만 눈이 특징. 기본적으로는 얌전한 내성적인 성격이지만 가끔 예리한 말을 한다. 손재주가 있고, 이상한 도구를 만들어 낸다. 평소에는 아무것도 옷을 안 입는다.

## TV 애니메이션
2017년 4월 15일부터 12월 16일까지면 창간 40주년 기념 사업의 일환으로 마이니치 방송 제작으로 TBS계열 전 28국 네트워크 《애니메이션 세러데이 630》 제1부 후반(B파트)에서 방송.애니메이션 제작은 OLM.

### 주제가
모든 주제가는 60초. 발매원은MusicRay'n (소니 뮤직 엔터테인먼트)
여는 노래(오프닝)
제일 특별해
작사 - 타니구치 나오히사 / 작곡 · 편곡：KOUGA / 노래 - 이정은
닫는 노래(엔딩)
Honey and Loops
작사 - 니시나 아유미 / 작곡 · 편곡 - 후루카와 타카히로 / 노래 - 제이

### 방영 목록
- 방송 일자는 투니버스 방영일을 기준으로 합니다.

| 회차  | 방영제목                                                        | 방영일          |
| ----- | --------------------------------------------------------------- | --------------- |
| 제1회 | 말랑말랑! 치치가 나타났다 치!대박사건! 와라와라샷이다 치!       | 2017년 3월 14일 |
| 제2회 | 두근두근! 치치, 학교에 간다 치!콩닥콩닥! 이불 밖은 위험하다 치! | 2017년 3월 14일 |